# Acrotriche
Acrotriche, biljni rod u porodici vrjesovki. Postoji 19 priznatih vrsta koje rastu po Australiji i Tasmaniji

## Vrste
1. Acrotriche affinis DC.
2. Acrotriche aggregata R.Br.
3. Acrotriche baileyana (Domin) J.M.Powell
4. Acrotriche cordata (Labill.) R.Br.
5. Acrotriche depressa R.Br.
6. Acrotriche divaricata R.Br.
7. Acrotriche dura (Benth.) Quinn
8. Acrotriche fasciculiflora (Regel) Benth.
9. Acrotriche halmaturina B.R.Paterson
10. Acrotriche lancifolia Hislop
11. Acrotriche leucocarpa Jobson & Whiffin
12. Acrotriche orbicularis Hislop
13. Acrotriche parviflora (Stschegl.) Hislop
14. Acrotriche patula R.Br.
15. Acrotriche prostrata F.Muell.
16. Acrotriche ramiflora R.Br.
17. Acrotriche rigida B.R.Paterson
18. Acrotriche serrulata R.Br.